# Engilberto di Nevers
Engilberto di Kleve (Cleves, 26 settembre 1462 – 21 novembre 1506) regnò sulla Contea di Nevers dal 1491 al 1506.

## Biografia

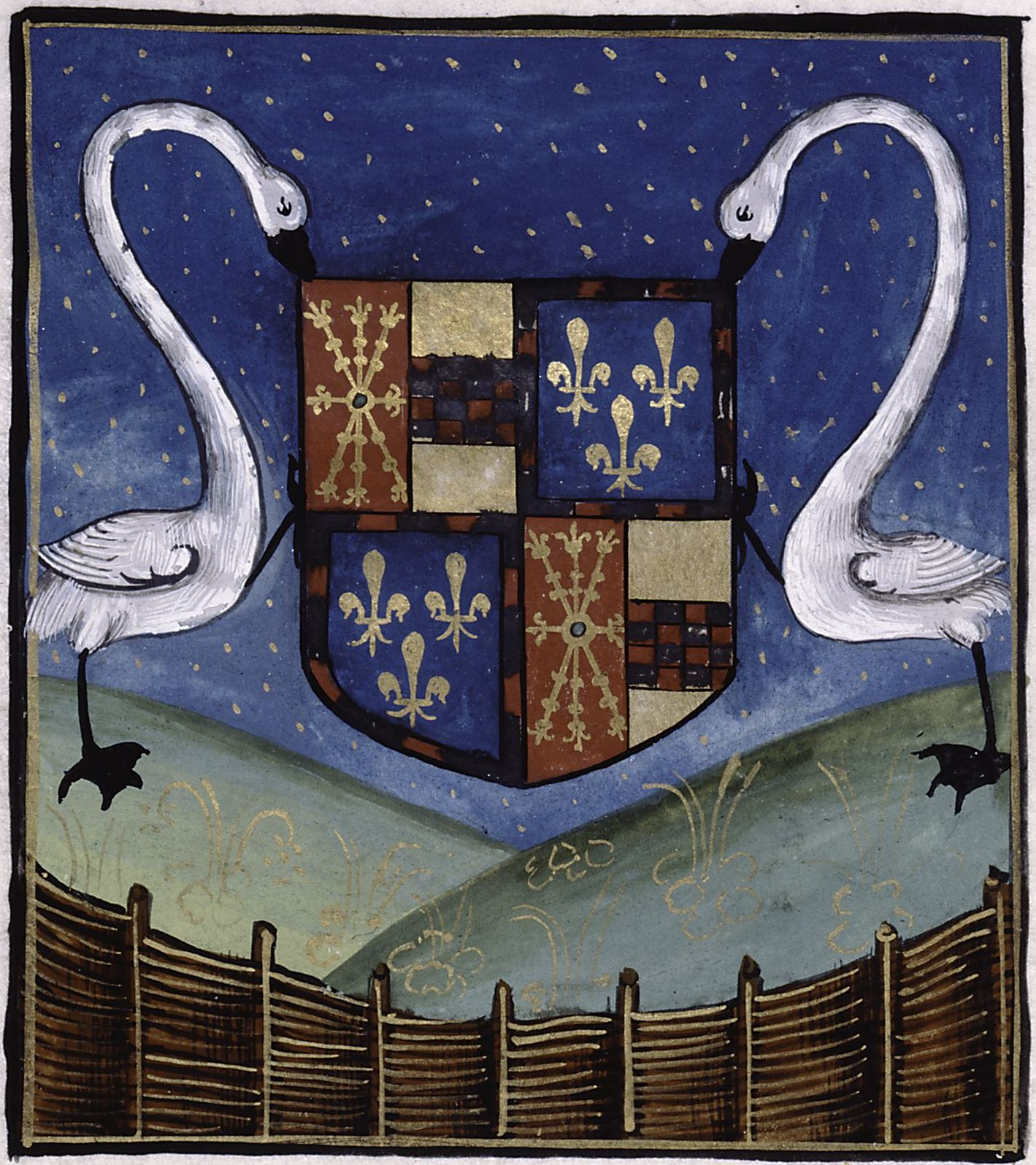
Stemma di Engilberto di Kleve, conte di Nevers

Era figlio del duca Giovanni I di Kleve e di Elisabetta di Nevers.
Sposò il 23 febbraio 1489 Carlotta di Borbone-Vendôme, figlia di Giovanni VIII di Borbone-Vendôme.
Ereditò dalla madre Elisabetta la contea di Nevers, essendo figlia ed erede dell'ultimo conte di Nevers Giovanni II.

## Discendenza
Engilberto e Carlotta ebbero quattro figli:
- Engilberto (1491);
- Carlo (?-1521) conte di Nevers e Rethel;
- Luigi (?-1545), conte d'Auxerre;
- Francesco (-1545), priore di St.Eloi a Parigi.

## Ascendenza
|                       |                   |                              | Genitori                     |  |  | Nonni |  |  | Bisnonni           |  |  | Trisnonni         |  |
|                       |                   |                              |                              |  |  |       |  |  | Adolfo III di Mark |  |  | Adolfo II di Mark |  |
|                       |                   |                              |                              |  |  |       |  |  | Adolfo III di Mark |  |  | Adolfo II di Mark |  |
|                       |                   | Margherita di Kleve          |                              |  |  |       |  |  | Adolfo III di Mark |  |  |                   |  |
| Adolfo I di Kleve     |                   |                              |                              |  |  |       |  |  | Adolfo III di Mark |  |  |                   |  |
|                       |                   | Margherita di Berg           | Gerardo di Berg              |  |  |       |  |  |                    |  |  |                   |  |
|                       |                   | Margherita di Berg           | Gerardo di Berg              |  |  |       |  |  |                    |  |  |                   |  |
|                       |                   | Margherita di Berg           | Margherita di Ravensberg     |  |  |       |  |  |                    |  |  |                   |  |
| Giovanni I di Kleve   |                   | Margherita di Berg           |                              |  |  |       |  |  |                    |  |  |                   |  |
|                       |                   | Giovanni di Borgogna         | Filippo II di Borgogna       |  |  |       |  |  |                    |  |  |                   |  |
|                       |                   | Giovanni di Borgogna         | Filippo II di Borgogna       |  |  |       |  |  |                    |  |  |                   |  |
|                       |                   | Giovanni di Borgogna         | Margherita III delle Fiandre |  |  |       |  |  |                    |  |  |                   |  |
| Maria di Borgogna     |                   | Giovanni di Borgogna         |                              |  |  |       |  |  |                    |  |  |                   |  |
|                       |                   | Margherita di Baviera        | Alberto I di Baviera         |  |  |       |  |  |                    |  |  |                   |  |
|                       |                   | Margherita di Baviera        | Alberto I di Baviera         |  |  |       |  |  |                    |  |  |                   |  |
|                       |                   | Margherita di Baviera        | Margherita di Brieg          |  |  |       |  |  |                    |  |  |                   |  |
| Engilberto di Nevers  |                   | Margherita di Baviera        |                              |  |  |       |  |  |                    |  |  |                   |  |
|                       | Filippo di Nevers | Filippo II di Borgogna       |                              |  |  |       |  |  |                    |  |  |                   |  |
|                       | Filippo di Nevers | Filippo II di Borgogna       |                              |  |  |       |  |  |                    |  |  |                   |  |
|                       | Filippo di Nevers | Margherita III delle Fiandre |                              |  |  |       |  |  |                    |  |  |                   |  |
| Giovanni II di Nevers | Filippo di Nevers |                              |                              |  |  |       |  |  |                    |  |  |                   |  |
|                       |                   | Bona d'Artois                | Filippo d'Artois             |  |  |       |  |  |                    |  |  |                   |  |
|                       |                   | Bona d'Artois                | Filippo d'Artois             |  |  |       |  |  |                    |  |  |                   |  |
|                       |                   | Bona d'Artois                | Maria di Berry               |  |  |       |  |  |                    |  |  |                   |  |
| Elisabetta di Nevers  |                   | Bona d'Artois                |                              |  |  |       |  |  |                    |  |  |                   |  |
|                       |                   | Raoul III d'Ailly            | Baudouin d'Ailly             |  |  |       |  |  |                    |  |  |                   |  |
|                       |                   | Raoul III d'Ailly            | Baudouin d'Ailly             |  |  |       |  |  |                    |  |  |                   |  |
|                       |                   | Raoul III d'Ailly            | Jeanne de Rayneval           |  |  |       |  |  |                    |  |  |                   |  |
| Jacqueline d'Ailly    |                   | Raoul III d'Ailly            |                              |  |  |       |  |  |                    |  |  |                   |  |
|                       |                   | Jacqueline de Béthune        | Robert VIII de Béthune       |  |  |       |  |  |                    |  |  |                   |  |
|                       |                   | Jacqueline de Béthune        | Robert VIII de Béthune       |  |  |       |  |  |                    |  |  |                   |  |
|                       |                   | Jacqueline de Béthune        | Isabella van Gistel          |  |  |       |  |  |                    |  |  |                   |  |
|                       |                   | Jacqueline de Béthune        |                              |  |  |       |  |  |                    |  |  |                   |  |